# هسته اهریمن

## هسته شیطان
هسته شیطان یا هسته اهریمن در یک پایه مربع از بلوک‌های فلزی با یک مربع کوچکتر از فلز در مرکز و به صورت پلکانی بالاتر از پایه و درنهایت یک بلوک هسته در مرکز بلوک بالایی نگهداری می‌شد. یک خطکش در امتداد یک طرف پایه تقریباً ۱۰٫۵ اینچ (۲۷۰ میلی‌متر) مربع را نشان می‌دهد. این سازه جهت بازآفرینی آزمایش مربوط به حادثه ۱۹۴۵ که منجر به مرگ هری کی. داغلیان شد با یک گوی پلوتونیومی که توسط بلوک کاربید تنگستن احاطه شده به عنوان یک بازتابنده نوترون عمل می‌کرد. هسته اهریمن کره ای ساخته شده از پلوتونیوم بود که دانشمندان آن را به عنوان هسته شکافت پذیر یک بمب اتمی اولیه آزمایش می‌کردند و در همان زمان (۱۹۴۵ میلادی) در دو حادثه پرتوهای مرگبار آن منجر به مرگ سه دانشمند دخیل در پروژه منهتن شد. این حوادث در سال ۱۹۴۵ و زمانی رخ داد که تیمی از دانشمندان فیزیک هسته‌ای در تلاش برای توسعه سلاح هسته ای ایالات متحده در طول جنگ جهانی دوم و بعد از آن بودند. هسته اهریمن جرم زیر بحرانی بود که ۶٫۲ کیلوگرم (۱۴ پوند) وزن و ۸٫۹ سانتی‌متر (۳٫۵ اینچ) قطر دارد. هسته برای ارسال به اقیانوس آرام به عنوان بخشی از سومین سلاح هسته ای که قرار بود بر روی ژاپن پرتاب شود آماده شد، اما زمانی که ژاپن تسلیم شد، هسته اهریمن برای آزمایش و استفاده احتمالی بعدی حفظ گردید.

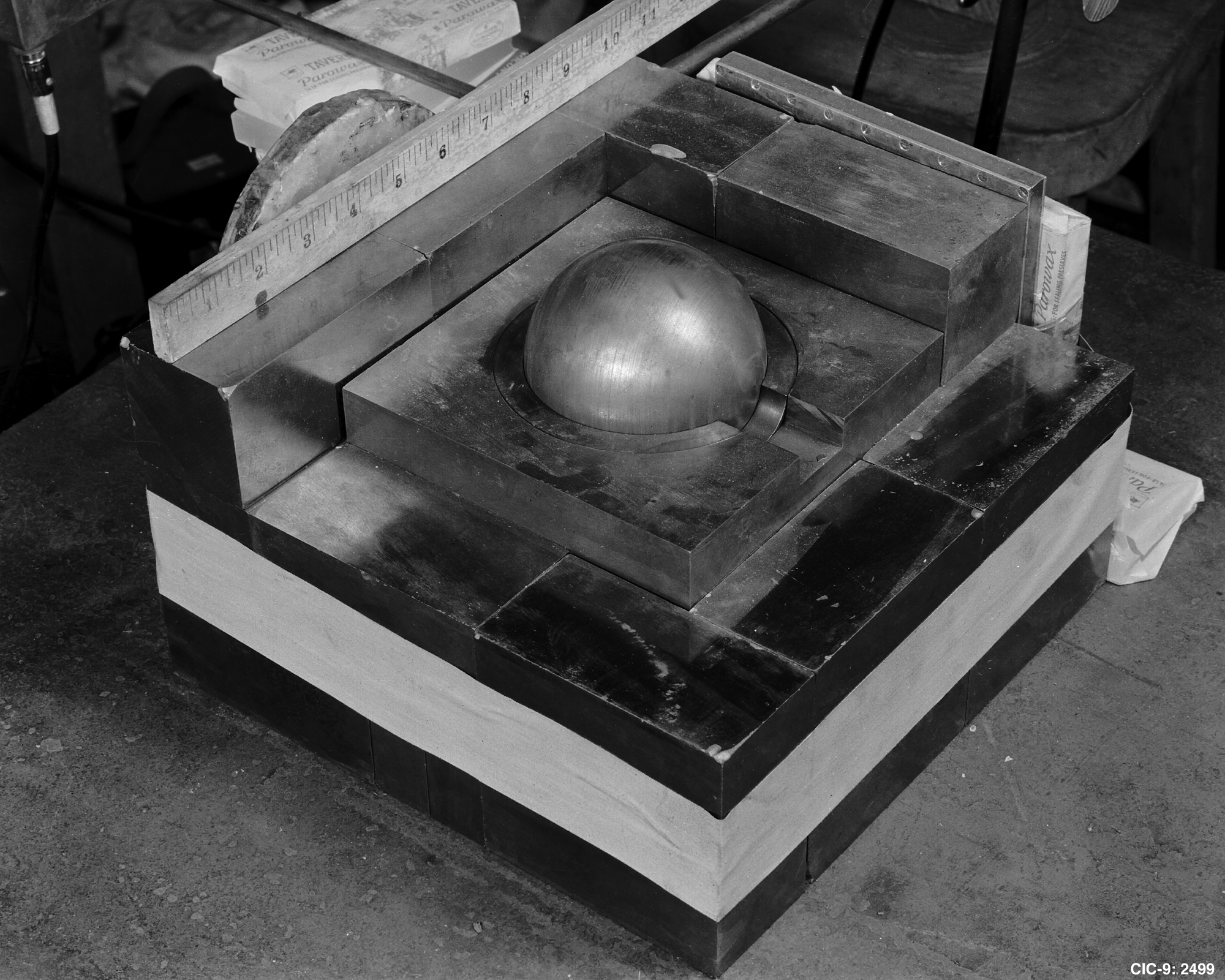
A re-creation of the experiment involved in the 1945 incident. The sphere of plutonium is surrounded by کاربید تنگستن blocks acting as neutron reflectors.

دو حادثه در ارتباط با آزمایش‌های هسته ای در آزمایشگاه لس آلاموس در نیومکزیکو در ۲۱ اوت ۱۹۴۵ و ۲۱ مه ۱۹۴۶ رخ داد. در هر دو مورد، آزمایشی برای نشان دادن میزان نزدیک بودن هسته به نقطه بحرانی با استفاده از دستکاری لایه بازتابنده نوترون (لایه ای از مواد متراکم که مواد شکافت پذیر را احاطه کرده) در نظر گرفته شد و طی هر دو آزمایش هسته به‌طور تصادفی در حالت پیکربندی بحرانی قرار گرفت. فیزیکدانان هری داغلیان (در حادثه اول) و لوئیس اسلوتین (در حادثه دوم) هر دو به سندرم تشعشعی حاد مبتلا شدند و اندکی پس از آن درگذشتند. در همان زمان، سایر افراد حاضر در آزمایشگاه نیز در معرض تابش نوترونی قرار گرفتند و آلوین گراویس نیز در اثر عوارض این رخداد ۱۹ سال بعد درگذشت. هسته اهریمن در تابستان ۱۹۴۶ ذوب شد و مواد آن برای استفاده در هسته‌های دیگر بازیافت گردید.

## تولید و تاریخچه اولیه
هسته شیطان (مانند هسته ای که در بمباران ناکازاکی استفاده شد) در هنگام ساخت، یک کره جامد به وزن ۶٫۲ کیلوگرم (۱۴ پوند) و به قطر ۸٫۹ سانتی‌متر (۳٫۵ اینچ) بود. از سه بخش ساخته شده از پلوتونیوم-۲۳۹ و گالیوم تشکیل شده بود. منتاژ آن از دو نیمکره و یک حلقه ضد اشعه (برای جلوگیری از خروج شار نوترون از سطح متصل بین دو نیمکره در طول انفجار) طراحی شده بود.

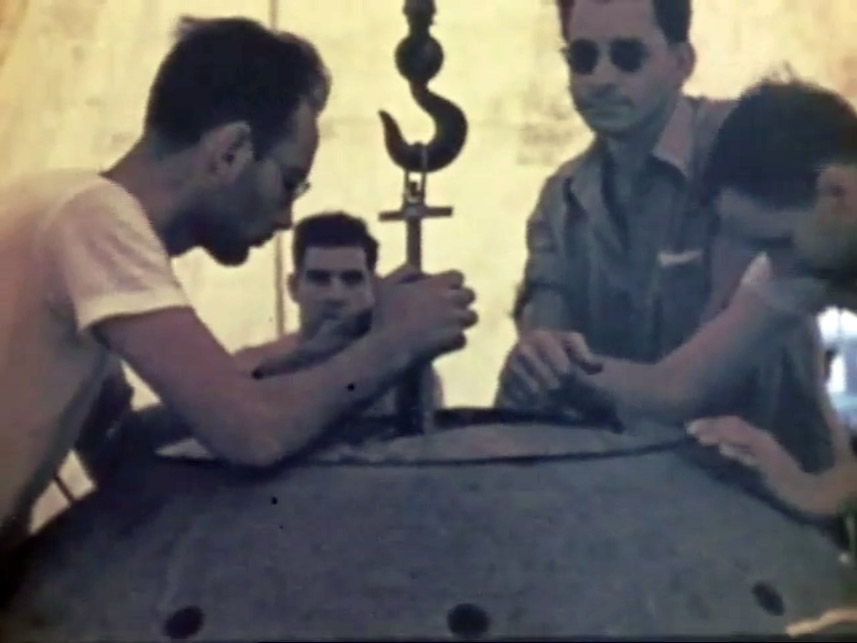
The two physicists Harry Daghlian (center left) and Louis Slotin (center right) during the آزمایش ترینیتی. Both died following supercritical accidents involving the "demon core."

دو فیزیکدان هری دغلیان (در مرکز، فقط بخشی از چهره او در عکس مشخص است) و لوئیس اسلوتین (سمت راست با عینک آفتابی) در طول آزمایش ترینیتی هر دو به دنبال تصادفات فوق بحرانی مربوط به "هسته شیطان" جان خود را از دست دادند. پلوتونیوم غنی شده از سایت هانفورد در واشینگتن به آزمایشگاه لوس آلاموس ارسال شده بود.

## حادثه اول
در زمان آزمون پایه و هسته به گونه ای منتاژ می‌شدند که فقط یک حاشیه ایمنی کوچک بین محفظه و هسته وجود داشت و در برابر عوامل خارجی که ممکن بود واکنش پذیری را افزایش دهند و باعث شوند که هسته فوق بحرانی شود و در مدت زمان کوتاهی انرژی زیادی را ایجاد کند به شدت حادثه آفرین بود، بنابر این بهره‌بردار باید مطمین می‌بود که عوامل خطر آفرین در محیط رایج نیستند. حادثه فقط در شرایطی مانند فشردگی هسته فلزی جامد (روشی که برای انفجار بمب استفاده می‌شد) و افزودن مواد هسته ای بیشتر یا بکارگیری یک بازتابنده خارجی که نوترون‌های خروجی را به درون هسته بازتاب دهد، رخ می‌داد. آزمایش‌های انجام‌شده در لوس آلاموس که منجر به دو حادثه مرگ‌بار شد، طراحی شدند تا تضمین کنند که هسته واقعاً به نقطه بحرانی نزدیک خواهد شد.
در ۲۱ آگوست ۱۹۴۵، هسته پلوتونیوم، انفجاری از تابش نوترونی تولید کرد که منجر به مرگ هری دغلیان فیزیکدان شد. داغلیان هنگام انجام آزمایش بازتابنده نوترون بر روی هسته مرتکب اشتباه شد. او به تنهایی کار می‌کرد و فقط یک نگهبان امنیتی (سرباز رابرت جی. همرلی) روی میزی در فاصله ۱۰ تا ۱۲ فوتی (۳ تا ۴ متری) نشسته بود. هسته در داخل پشته ای از آجرهای کاربید تنگستن (بازتابنده نوترون) قرار داشت و هر آجر، مجموعه را به صورت تساعدی به شرایط بحرانی نزدیکتر می‌کرد. دغلیان هنگام تلاش برای چیدن آجر دیگری در اطراف هسته به‌طور تصادفی آن را روی هسته انداخت و در نتیجه باعث شد که هسته در حالت فوق بحرانی قرار گیرد، یک واکنش زنجیره ای بحرانی آغاز شد و او به سرعت آجر را با دست از روی هسته جدا کرد. در نتیجه این عکس العمل هری داغلیان دوز کشنده ای اشعه دریافت کرد و از ناحیه دست دچار سوختگی تشعشعی شد و ۲۵ روز بعد بر اثر مسمومیت حاد تشعشعی درگذشت.

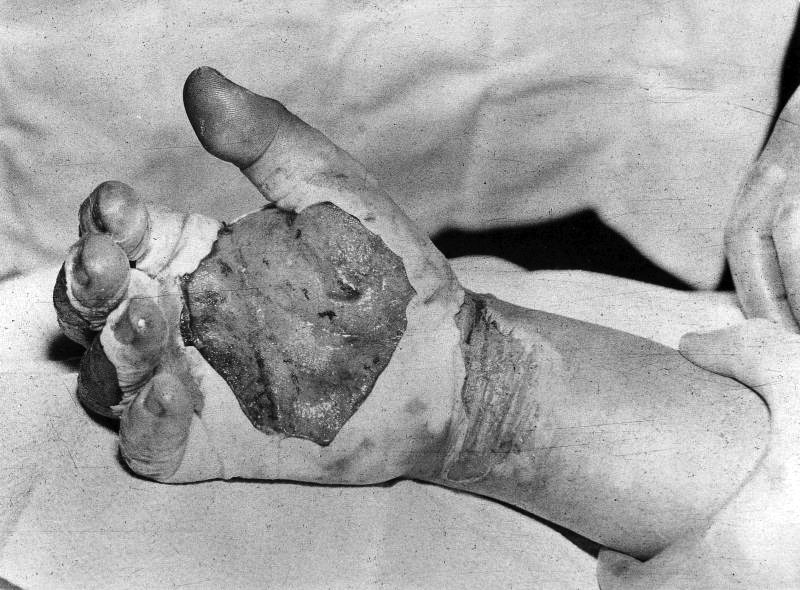
عکسی که هری یک روز پس از حادثه از دست خودش گرفت

| Name                       | Age at accident | Profession                        | Dose: 20                                            | Aftermath                                                                       |
| -------------------------- | --------------- | --------------------------------- | --------------------------------------------------- | ------------------------------------------------------------------------------- |
| هری کی. داغلیان            | ۲۴              | Physicist                         | ۲۰۰ رَد (۲٫۰ گری) neutron ۱۱۰ رَد (۱٫۱ گری) پرتو گاما | Died 25 days after the accident of مسمومیت پرتوی, خون‌سازی focus: 22             |
| Private Robert J. Hemmerly | ۲۹              | Special Engineer Detachment guard | ۸ رَد (۰٫۰۸۰ گری) neutron ۰٫۱ رَد (۰٫۰۰۱۰ گری) gamma  | Died in 1978 (33 years after accident) of لوسمی حاد میلوئیدی at age 62: ۹–۱۱٬۲۲ |

## حادثه دوم
بازآفرینی آزمایش ۱۹۴۶. نیمه کره دیده می‌شود، اما هسته درون آن دیده نمی‌شود. نیمکره بریلیوم با یک پیچ گوشتی بالا نگه داشته می‌شود.
طرحی که پزشکان برای تعیین میزان تشعشعاتی که هر فرد در اتاق در طول حادثه در معرض آن قرار گرفته است، استفاده کردند.

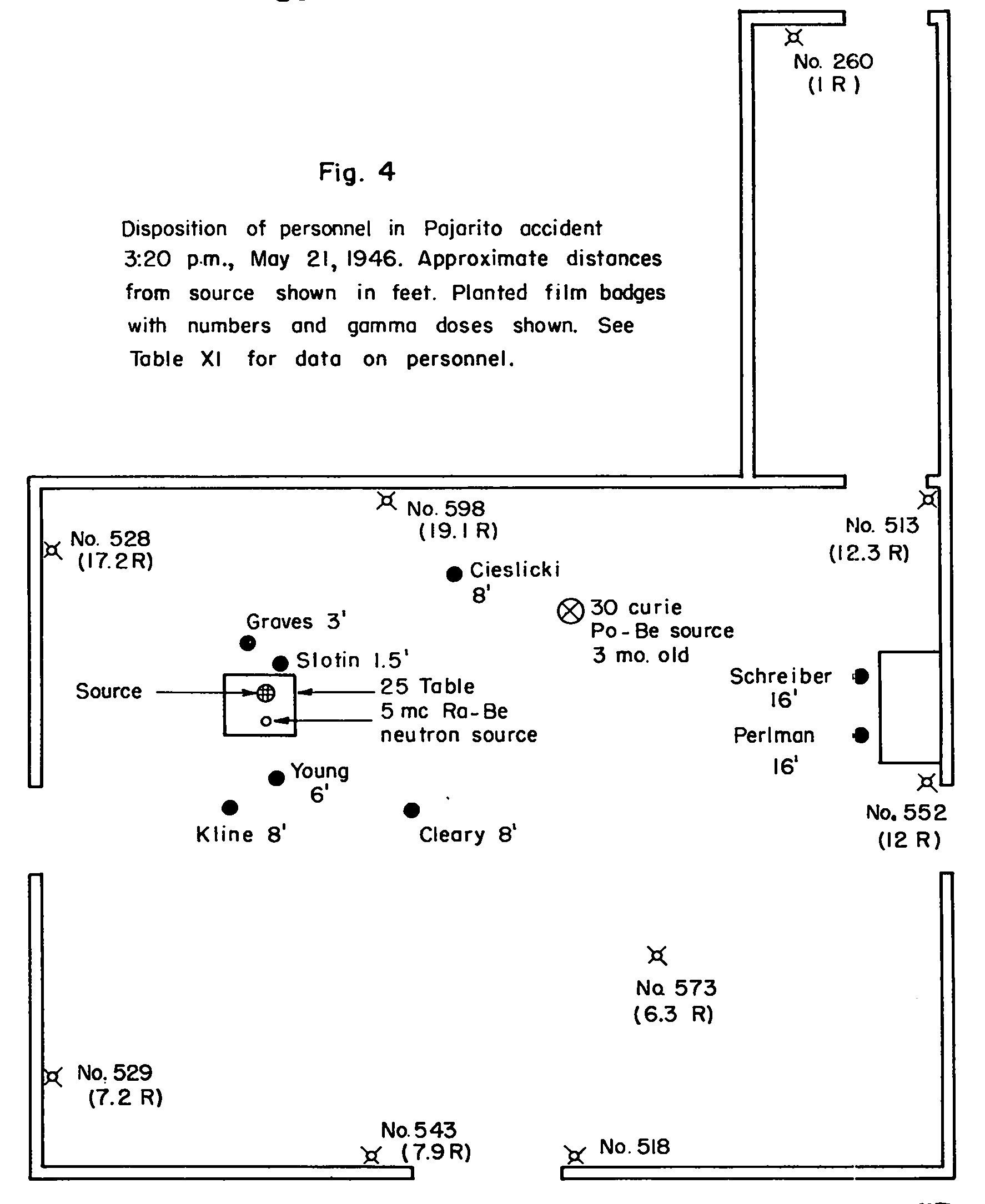
A sketch used by doctors to determine the amount of radiation to which each person in the room had been exposed during the excursion

در ۲۱ مه ۱۹۴۶، فیزیکدان لوئیس اسلوتین و هفت نفر از پرسنل دیگر در آزمایشگاه لوس آلاموس در حال انجام آزمایش دیگری برای تأیید نزدیکی هسته به نقطه بحرانی با قرار دادن بازتابنده‌های نوترونی در مجاورت آن بودند. اسلوتین که در حال ترک لس آلاموس بود، این تکنیک را به آلوین سی. گراویس آموزش می‌داد، که در آخرین آزمون قبل از آزمایشات هسته ای عملیات تقاطع که یک ماه بعد در بیکینی آتول برنامه‌ریزی شده بود، آنرا انجام دهد. لازم بود که اپراتور دو نیم کره بریلیوم (یک بازتابنده نوترونی) را در اطراف هسته قرار دهد تا آزمایش انجام شود و به صورت دستی بازتابنده بالایی را روی هسته با استفاده از انگشت شست پایین بیاورد. همان‌طور که بازتابنده‌ها به صورت دستی به یکدیگر دور و نزدیک می‌شدند، آشکارسازهای نوترونی نرخ و ضریب بازتابش نوترون هسته را نشان می‌دادند. آزمایش‌گر نیاز داشت که بین نیمه‌های بازتاب‌کننده جدایی جزیی را حفظ کند تا نوترون‌های کافی از هسته خارج شوند و هسته زیر حد بحرانی بماند. پروتکل استاندارد استفاده از شیم‌هایی بین دو نیمه کره را الزام می‌کرد تا همیشه این فاصله جزیی رعایت شود، زیرا بستن کامل آنها می‌توانست منجر به تشکیل آنی توده ای بحرانی و خروج نیروی کشنده از هسته شود.
اما با پروتکل غیراستاندارد خود اسلوتین، شیم‌ها استفاده نشدند. نیمه بالایی بازتابنده در یک نقطه مستقیماً روی نیمه پایینی قرار داشت، در حالی که شکاف نقطه بحرانی بجای شیم توسط سر یک پیچ گوشتی دوپخ در دست اسلوتین حفظ می‌شد. اندازه فاصله بین بازتابنده‌ها با چرخاندن پیچ گوشتی تغییر می‌یافت. اسلوتین که با شجاعت آزمایش را ده‌ها بار انجام داده بود و با شلوار جین آبی و چکمه‌های کابویی خود درون اتاقی پر از ناظران کار می‌کرد (پیش از این انریکو فرمی به اسلوتین و دیگران گفته بود که اگر آزمایش را به همین روش انجام دهند، در عرض یک سال خواهند مرد و اینکار «قلقلک دادن دم اژدها» است) پیچ گوشتیش در حالی که بازتابنده بالایی را پایین می‌آورد، در کسری از ثانیه به سمت بیرون لیز خورد و اجازه داد بازتابنده در اطراف هسته قرار بگیرد. فوراً برقی از نور (فلاش) به وجود آمد و هسته فوق بحرانی شد و انفجار شدیدی از تابش نوترونی را آزاد کرد. اسلوتین به سرعت مچ دست خود را پیچاند و پوسته بالایی را چرخاند و باز گذاشت. بین بسته شدن کره تا زمانی که اسلوتین بازتابنده بالایی را برداشت، نیم ثانیه تخمین زده می‌شود. اسلوتین دوز کشنده ۱۰۰۰ راد (۱۰ گری) نوترون و ۱۱۴ راد (۱٫۱۴ گری) پرتوی گاما دریافت کرد.

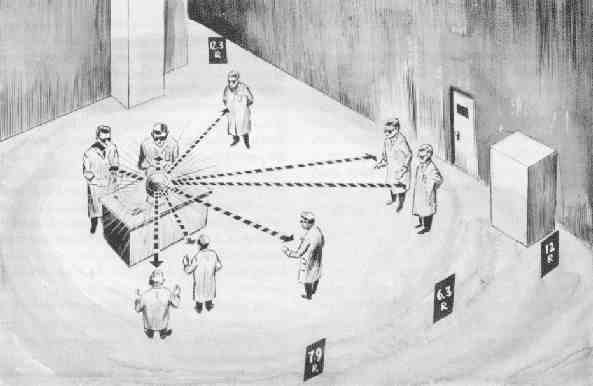
A sketch used by doctors to determine the amount of radiation to which each person had been exposed during the لوئیس اسلوتین

در کمتر از یک ثانیه بحرانی شدن هسته، در حالی که موقعیت بدن اسلوتین رو به دستگاه، بقیه را در برابر بیشتر تشعشعات نوترونی محافظت کرد. اسلوتین بیان کرد که در آن لحظه سوزش خفیفی در دست خود احساس کرد که به سمت شانه‌هایش بالا رفت و سپس در تمام بدنش پخش شد و دهانش مزه فلز گرفت. او ۹ روز بعد بر اثر مسمومیت حاد تشعشعی درگذشت. گراویس، نزدیکترین فرد بعدی به کانون تشعشع، پشت شانه اسلوتین ایستاده بود و از روی شانه وی به هسته نگاه می‌کرد، بنابراین تا حدی توسط بدن اسلوتین محافظت می‌شد. او دوز پرتوهای بالا اما غیر کشنده دریافت کرد و چند هفته با مسمومیت شدید در بیمارستان بستری شد. او ۱۹ سال بعد در سن ۵۵ سالگی بر اثر نارسایی قلبی درگذشت. چهار نفر دیگر از همکاران اسلوتین در این حادثه مسموم شدند اما طی هفته‌های بعدی بهبود یافتند.

## مطالعات پزشکی
تحقیقاتی در مورد سلامت دانشمندان دخیل در حادثه انجام شد. گزارش اولیه در سال ۱۹۵۱ منتشر شد. گزارش بعدی برای دولت ایالات متحده تهیه شد و در سال ۱۹۷۹ ارائه منتشر شد. خلاصه ای از یافته‌های آن:
- لوئیس الکساندر اسلوتین ۳۵ ساله، دوز ۱۰۰۰ راد (۱۰ گری) نوترون و ۱۱۴ راد (۱٫۱۴ گری) گاما ۹ روز پس از حادثه در اثر سندرم تشعشعی حاد و فوکوس گوارشی درگذشت.
- آلوین سی گراویس ۳۶ ساله، دوز نوترون ۱۶۶ راد (۱٫۶۶ گری)، ۲۶ راد (۰٫۲۶ گری) گاما در سال ۱۹۶۵ (۱۹ سال پس از تصادف) بر اثر انفارکتوس میوکارد و نارسایی حاد قلبی درگذشت، او در زمان مرگ به بیماری آب‌سیاه نیز مبتلا بود.
- ساموئل آلن کلاین ۲۶ ساله، دانشجوی فیزیک و سپس وکیل در سال ۲۰۰۱ (۵۵ سال پس از حادثه) در سن ۸۱ سالگی درگذشت. او پس از حادثه از شرکت در مطالعات پزشکی و آزمون‌های بعدی خودداری کرد.
- ماریون ادوارد سیسلیکی ۲۳ ساله، ۱۲ راد (۰٫۱۲ گری) نوترون ۴ راد (۰٫۰۴۰ گری) گاما در سال ۱۹۶۵ (۱۹ سال پس از حادثه) بر اثر لوسمی حاد میلوسیتیک درگذشت.
- دوایت اسمیت یانگ ۵۴ ساله و عکاس ۵۱ راد (۰٫۵۱ گری) نوترون ۱۱ راد (۰٫۱۱ گری) گاما بر اثر کم خونی آپلاستیک و اندوکاردیت باکتریایی در سال ۱۹۷۵ (۲۹ سال پس از حادثه) در سن ۸۳ سالگی درگذشت.
- ادگار شرایبر ۳۶ ساله، ۹ راد (۰٫۰۹۰ گری) نوترون و ۳ راد (۰٫۰۳۰ گری) گاما به دلایل طبیعی در سال ۱۹۹۸ (۵۲ سال پس از تصادف)، در سن ۸۸ سالگی درگذشت.
- تئودور پرلمن نیواورلئان ۲۳ ساله، ۷ راد (۰٫۰۷۰ گری) نوترون و ۲ راد (۰٫۰۲۰ گری) گاما «زنده و در سلامتی و روحیه» تا سال ۱۹۷۸ به احتمال زیاد در ژوئن ۱۹۸۸ (۴۲ سال پس از حادثه) در لیورمور کالیفرنیا درگذشت.
- سرباز پاتریک جوزف کلیری ۲۱ ساله نگهبان امنیتی ۳۳ راد (۰٫۳۳ گری) نوترون و گاما ۹ راد (۰٫۰۹۰ گری) در ۳ سپتامبر ۱۹۵۰ (۴ سال پس از حادثه) در حین خدمت در هنگ ۸ سواره نظام، ارتش ایالات متحده در جنگ کره، در عملیات کشته شد.
- دو ماشین‌کار، پل لانگ و دیگری، ناشناس، در بخش دیگری از ساختمان، در فاصله ۶ تا ۷٫۵ متری، تحت درمان قرار نگرفتند.

| Name                          | Origin                     | Age at accident | Profession                             | Dose                                              | Aftermath |
| ----------------------------- | -------------------------- | --------------- | -------------------------------------- | ------------------------------------------------- | --- |
| لوئیس اسلوتین                 | Winnipeg, Manitoba, Canada | ۳۵              | Physicist                              | ۱٬۰۰۰ رَد (۱۰ گری) neutron ۱۱۴ رَد (۱٫۱۴ گری) gamma | Died 9 days after the accident of مسمومیت پرتوی, gastrointestinal focus.                                                                                              |
| Alvin C. Graves               | Austin, Texas              | ۳۶              | Physicist                              | ۱۶۶ رَد (۱٫۶۶ گری) neutron ۲۶ رَد (۰٫۲۶ گری) gamma  | Died in 1965 (19 years after the accident) of سکته قلبی, with aggravating "compensated میگزدم and آب‌مرواریدs", while skiing.                                          |
| Samuel Allan Kline            | Chicago, Illinois          | ۲۶              | Physics student, later patent attorney |                                                   | Died in 2001 (55 years after the accident) at age 81; refused to participate with studies and was prevented from obtaining his own medical records from the incident. |
| Marion Edward Cieslicki       | Mt. Lebanon, Pennsylvania  | ۲۳              | Physicist                              | ۱۲ رَد (۰٫۱۲ گری) neutron ۴ رَد (۰٫۰۴۰ گری) gamma   | Died of لوسمی حاد میلوئیدی in 1965 (19 years after the accident). |
| Dwight Smith Young            | Chicago, Illinois          | ۵۴              | Photographer                           | ۵۱ رَد (۰٫۵۱ گری) neutron ۱۱ رَد (۰٫۱۱ گری) gamma   | Died of کم‌خونی آپلاستیک and bacterial endocarditis in 1975 (29 years after the accident) at age 83.                                                                   |
| Raemer Edgar Schreiber        | مکمینویل (اورگن)           | ۳۶              | Physicist                              | ۹ رَد (۰٫۰۹۰ گری) neutron ۳ رَد (۰٫۰۳۰ گری) gamma   | Died of natural causes in 1998 (52 years after the accident), at age 88.                                                                                              |
| Theodore Perlman              | New Orleans, Louisiana     | ۲۳              | Engineer                               | ۷ رَد (۰٫۰۷۰ گری) neutron ۲ رَد (۰٫۰۲۰ گری) gamma   | "Alive and in good health and spirits" as of 1978; most likely died in June 1988 (42 years after the accident), in Livermore, California.                             |
| Private Patrick Joseph Cleary | New York City, New York    | ۲۱              | Security guard                         | ۳۳ رَد (۰٫۳۳ گری) neutron ۹ رَد (۰٫۰۹۰ گری) gamma   | Sergeant 1st Class Cleary was کشته‌شده در نبرد on ۳ سپتامبر ۱۹۵۰ (4 years after the accident) while serving with the 8th Cavalry Regiment, US Army in the جنگ کره.     |

پس از این حوادث، هسته که در ابتدا به عنوان «روفوس» شناخته می‌شد، به عنوان «هسته شیطان» نامیده شد. آزمایش‌های علمی پیرامون آن متوقف شد و از آن پس ماشین‌های کنترل از راه دور و دوربین‌های تلویزیونی مداربسته توسط شرایبر، یکی از بازماندگان حادثه برای انجام چنین آزمایش‌هایی با اسقرار تیم آزمایش در فاصله ربع مایلی طراحی شدند.

## استفاده‌های برنامه‌ریزی شده و سرنوشت هسته
هسته شیطان برای استفاده در آزمایش‌های هسته‌ای «عملیات تقاطع» در نظر گرفته شده بود، اما پس از حادثه بحرانی دوم، زمان لازم بود تا رادیواکتیویته آن کاهش یابد و دوباره ارزیابی شود. دو هسته بعدی برای استفاده در Able و Baker بجای هسته شیطان جایگزین و ارسال شدند و هسته شیطان قرار شد بعداً برای آزمایش سوم این سری که به‌طور موقت چارلی نام داشت ارسال شود، اما این آزمایش به دلیل سطح غیرمنتظره رادیواکتیویته ناشی از آزمایش بیکر زیر آب و ناتوانی در پاکسازی کردن کشتی‌های جنگی دخیل در آزمایش لغو شد. هسته در تابستان ۱۹۴۶ ذوب شد و مواد برای استفاده در هسته‌های دیگر بازیافت شد.